# SSV-679 Kamchatka
La SSV-679 Kamchatka è stata l'unica nave costruita della classe Bambuk (progetto 1288.4 secondo la classificazione russa), di cui erano previsti altri esemplari.
In Occidente fu considerata una nave AGI e, nello specifico, una delle più grandi unità navali sovietiche di questo tipo. Tuttavia, non è equipaggiata con le antenne di cui sono tipicamente fornite le navi che ricoprono questo ruolo.
La Kamchatka entrò in servizio nel dicembre 1987, e servì nella Flotta del Pacifico fino al 1993, anno in ci fu posta in riserva.